# Estación de Poissy
La estación de Poissy es una estación ferroviaria francesa situada en la comuna homónima, en el departamento de Yvelines, al oeste de París. Por ella circulan los trenes de cercanías de la línea A del RER y de la Línea J del Transilien.
En 2009, fue utilizada por cerca de 15 000 pasajeros diarios.

## Historia
Fue inaugurada en mayo de 1843 con la puesta en marcha del segundo tramo de la línea París - Le Havre por parte de los Ferrocarriles de Rouen hasta Le Havre. En 1855 esta última empresa pasaría a manos de los Ferrocarriles del oeste hasta 1908 donde fue reflotada por una empresa estatal. En 1939, la estación recaló en la actual SNCF.
En mayo de 1989 llegó la línea A del RER configurándose como el terminal del ramal A5.

## Descripción
La actual estación de Poissy, reconstruida 1987, se caracteriza por un diseño moderno. Su fachada principal está realizada con una mezcla de metal y vidrio. El conjunto está inventariado en la Base Mérimée desde el año 2004.
Se compone de tres andenes centrales al que acceden cinco vías una de ellas sin salida. Además, posee otras dos vías más sin acceso a andén que permiten a los trenes cruzar la estación sin parada en la misma. 

## Servicios ferroviarios
- Línea A del RER, a razón de 3 trenes por hora. 6 en hora punta y 2 en horario nocturno.
- Línea J del Transilien, a razón de 2 trenes por hora. Elevándose a 3 en hora punta.